# Gråøya
Gråøya est une petite île de la commune de Asker ,  dans le comté d'Akershus en Norvège.

## Description
L'île de 0,73 km2 se trouve dans l'Oslofjord intérieur. Elle se trouve juste à l'est de la ville de Åros et l'île d'Håøya.
L'île mesure environ 2 km de long et 0,5 km de large. L'île a une forêt dense et un terrain escarpé, avec de belles falaises rocheuses à l'extrémité sud. À l'est de l'île se trouve un lieu de villégiature qui a été laissé en dehors de la réserve.

### Réserve naturelle
La réserve naturelle de Gråøya  couvre la quasi-totalité de l'île qui est préservée pour sa grande valeur botanique.